# Cueva de las Manos
La Cueva de las Manos (« Grotte des Mains ») est un site préhistorique riche en peintures rupestres qui se trouve en Argentine, en Patagonie, province de Santa Cruz, à proximité du río Pinturas.
Son intérêt est lié à la beauté, l'ancienneté et l'excellent état de conservation de ses peintures rupestres, notamment un grand nombre de mains négatives. Il s’agit peut-être d’un lieu d’initiation où les novices laissaient une image négative de leurs mains, comme un acte de soumission aux règles sociales qu’ils acceptaient lors de cette cérémonie.[réf. nécessaire]

## Chronologie
Les fouilles et les datations par le carbone 14 des peintures rupestres du site de la Cueva de las Manos montrent que celles-ci datent de plusieurs époques :
- Les peintures les plus anciennes remontent à 13 000 ans environ, pour le premier groupe humain dont les peintures constituent le groupe « stylistique A ». Des scènes de chasse, principalement au guanaco, sont représentées.
- Un second niveau culturel, baptisé groupe « stylistique B », daterait d'environ 7 000 ans. Les scènes de chasse disparaissent, l’art rupestre est dominé par des représentations de mains en négatif, parfois même d’empreintes d’autruche américaine (le nandou, ñandú). Cette culture a duré jusqu'à −3 300 ans environ, époque à laquelle l’art devient plus schématique, intégrant des figures zoomorphes et anthropomorphes très stylisées.

## Intérêt

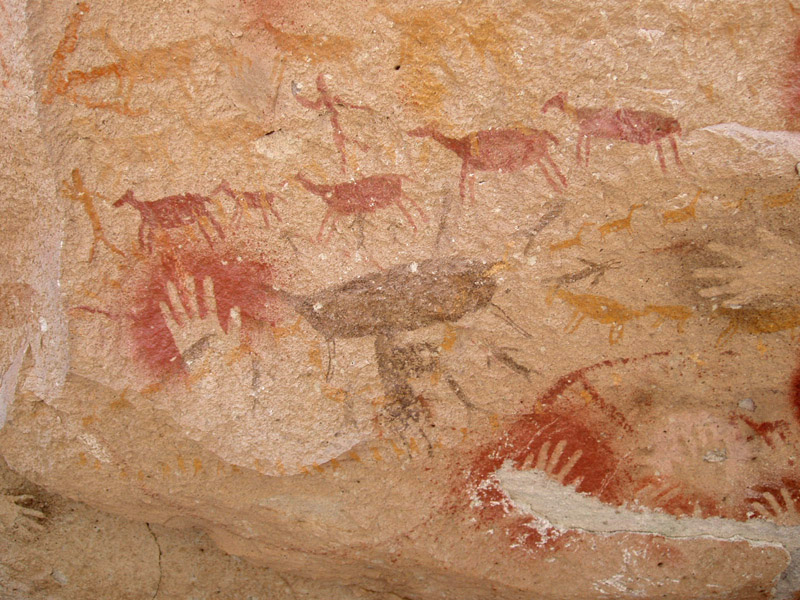
Scène de chasse dans la Cueva de las Manos

Le site livre l'une des expressions les plus anciennes de l'art préhistorique en Amérique du Sud. La grotte et son contenu ont été déclarés Patrimoine mondial par l'Unesco.
L'archéologue Dean Snow, en se basant sur l'indice de Manning peu fiable, suggère que les mains sur les parois sont celles de femmes, ce qui témoigne de leur participation aux activités artistiques, en accord avec la réévaluation de leur rôle par l'archéologie féministe.

## Autres sites
D'autres sites préhistoriques proches ont été découverts à Los Toldos, à Piedra Museo et El Ceibo, ainsi que dans la province de Santa Cruz, contenant des vestiges datant de 13 000 ans.

## Analyse
La Cueva de las Manos fait partie d'une série de sites préhistoriques sud-américains, à savoir Monte Verde (Chili), Pedra Furada (Brésil), et Piedra Museo (Argentine), entre autres, qui plaident en faveur d'un peuplement relativement ancien de l'Amérique.

## Reconstitution muséale
Une reconstitution de cette cave préhistorique fait partie de l'exposition permanente du Musée de Paléontologie Egidio Feruglio à Trelew en Argentine.